# العلاقات البلجيكية التركية
العلاقات البلجيكية التركية هي العلاقات الثنائية التي تجمع بين بلجيكا وتركيا.

## مقارنة بين البلدين
هذه مقارنة عامة ومرجعية للدولتين:
| وجه المقارنة                                              | بلجيكا                                                                              | تركيا         |
| --------------------------------------------------------- | ----------------------------------------------------------------------------------- | ------------- |
| المساحة (كم2)                                             | 30.53 ألف                                                                           | 783.56 ألف    |
| عدد السكان (نسمة)                                         | 11.37 مليون                                                                         | 80.14 مليون   |
| الكثافة السكانية (ن./كم²)                                 | 372.42                                                                              | 102.28        |
| العاصمة                                                   | بروكسل                                                                              | أنقرة         |
| اللغة الرسمية                                             | اللغة الهولندية، لغة فرنسية، اللغة الألمانية                                        | اللغة التركية |
| العملة                                                    | يورو، فرنك بلجيكي                                                                   | ليرة تركية    |
| الناتج المحلي الإجمالي (بليون دولار)                      | 492.68 مليار                                                                        | 851.10 مليار  |
| الناتج المحلي الإجمالي (تعادل القوة الشرائية) بليون دولار | 514.74 مليار                                                                        | 1.57 تريليون  |
| الناتج المحلي الإجمالي الاسمي للفرد دولار أمريكي          | 40.32 ألف                                                                           | 9.12 ألف      |
| الناتج المحلي الإجمالي للفرد دولار أمريكي                 | 43.44 ألف                                                                           | 19.79 ألف     |
| مؤشر التنمية البشرية                                      | 0.890                                                                               | 0.761         |
| رمز المكالمات الدولي                                      | +32                                                                                 | +90           |
| رمز الإنترنت                                              | .be                                                                                 | .tr           |
| المنطقة الزمنية                                           | توقيت وسط أوروبا، ت ع م+01:00، ت ع م+02:00، توقيت وسط أوروبا الصيفي، أوروبا/بروكسل ‏ | ت ع م+03:00   |

## مدن متوأمة
في ما يلي قائمة باتفاقيات التوأمة بين مدن بلجيكية وتركية:
- ترتبط جينك مع إسبرطة باتفاقية توأمة.
- ترتبط Saint-Josse-ten-Noode [الإنجليزية]‏ مع إسكي شهر باتفاقية توأمة منذ 2014.[17][18][19][17]
- ترتبط أنتويرب مع أخيسار باتفاقية توأمة منذ 1963.
- ترتبط إقليم بروكسل العاصمة مع أخيسار باتفاقية توأمة.
- ترتبط شيربيك مع بك أوغلي باتفاقية توأمة.
- ترتبط بروكسل مع أخيسار باتفاقية توأمة منذ 1 يونيو 1992.

## منظمات دولية مشتركة
يشترك البلدان في عضوية مجموعة من المنظمات الدولية، منها:
| علم المنظمة | اسم المنظمة                               | تاريخ انضمام بلجيكا | تاريخ انضمام تركيا |
| ----------- | ----------------------------------------- | ------------------- | ------------------ |
|             | اتفاقية السماوات المفتوحة                 | ?                   | ?                  |
|             | الوكالة الدولية للطاقة                    | ?                   | ?                  |
|             | منظمة التجارة العالمية                    | ?                   | 26 مارس 1995       |
|             | الأمم المتحدة                             | 27 ديسمبر 1945      | 24 أكتوبر 1945     |
|             | حلف شمال الأطلسي                          | 4 أبريل 1949        | 18 فبراير 1952     |
|             | الاتحاد الدولي للاتصالات                  | 1866                | 1866               |
|             | منظمة التعاون الاقتصادي والتنمية          | ?                   | ?                  |
|             | مجلس أوروبا                               | ?                   | 9 أغسطس 1949       |
|             | اتحاد المدفوعات الأوروبي ‏                 | ?                   | ?                  |
|             | المنظمة الأوروبية لسلامة الملاحة الجوية   | 1960                | 1989               |
|             | يونسكو                                    | 29 نوفمبر 1946      | 4 نوفمبر 1946      |
|             | الاتحاد البريدي العالمي                   | ?                   | ?                  |
|             | مؤسسة التنمية الدولية                     | 2 يوليو 1964        | 22 ديسمبر 1960     |
|             | منظمة حظر الأسلحة الكيميائية              | ?                   | ?                  |
|             | نظام تحكم تكنولوجيا القذائف               | 1990                | 1997               |
|             | وكالة ضمان الاستثمار متعدد الأطراف        | 18 سبتمبر 1992      | 3 يونيو 1988       |
|             | منظمة الشرطة الجنائية الدولية             | ?                   | ?                  |
|             | المنظمة الهيدروغرافية الدولية             | ?                   | ?                  |
|             | مؤسسة التمويل الدولية                     | 27 ديسمبر 1956      | 19 ديسمبر 1956     |
|             | بنك التنمية الآسيوي                       | 1966                | 1991               |
|             | البنك الدولي للإنشاء والتعمير             | 27 ديسمبر 1945      | 11 مارس 1947       |
|             | البنك الإفريقي للتنمية                    | ?                   | ?                  |
|             | مجموعة الموردين النوويين                  | ?                   | ?                  |
|             | الفريق المعني برصد الأرض                  | ?                   | ?                  |
|             | مجموعة أستراليا                           | 1985                | 2000               |
|             | مركز تنسيق الحركة في أوروبا ‏              | ?                   | ?                  |
|             | منظمة الأمن والتعاون في أوروبا            | 25 يونيو 1973       | 25 يونيو 1973      |
|             | المركز الدولي لتسوية المنازعات الاستشارية | 26 سبتمبر 1970      | 2 أبريل 1989       |

## أعلام
هذه قائمة لبعض الشخصيات التي تربطها علاقات بالبلدين:
- انجين باكدمير (لاعب كرة قدم تركي، 7 فبراير 1992[30] – )
- اونور كايا (لاعب كرة قدم تركي، 20 أبريل 1986 – )
- حادثة (22 أكتوبر 1985 – )
- خليل كوسي (21 أبريل 1997 – )
- زينب سيفر (9 يوليو 1989 – )
- سنان بولاط (لاعب كرة قدم تركي، 3 سبتمبر 1988 – )
- قادير بيكميزسي (لاعب كرة قدم تركي، 5 يوليو 1985 – )
- ماهينور أزدمير (سياسية بلجيكية، 7 نوفمبر 1982 – )
- مراد أكين (لاعب كرة قدم تركي، 22 أكتوبر 1986 – )

## وصلات خارجية
- موقع وزارة الخارجية البلجيكية
- موقع وزارة الخارجية التركية